# Зенков, Алексей Васильевич
Алексей Васильевич Зенков (1774—1836) — русский кораблестроитель XIX века, строитель на Кронштадтской и Ревельской верфях судов различного ранга и класса для Российского императорского флота, автор одного из первых отечественных трудов по корабельной архитектуре, генерал-майор Корпуса корабельных инженеров.

## Биография
Алексей Васильевич Зенков родился в 1774 году.
В 1790 году был определён корабельным учеником в Санкт-Петербургское Адмиралтейство. В 1794 году был командирован в Англию для учёбы и усовершенствования знаний в кораблестроении. За успешную учёбу был неоднократно премирован императором Павлом I общей сложностью 225 фунтами стерлингов. В 1799 году был произведён в первый офицерский чин — в корабельные подмастерья 14-го класса Табели о рангах.
В 1801 году, после возвращения из Англии, Зенков находился при петербургском порте, занимался исправлением императорской яхты «Роченсальм», за что в 1803 году был награждён от Его Высочества Цесаревича Константина Павловича золотою табакеркой. С 1805 года проходил службу в Кронштадте, произведён в 12 класс. Был пожалована золотой табакеркой за труды и успешность по изготовлению судов к морской кампании. В 1808 году был произведён в 9 класс, и в том же году в корабельные мастера 8 класса.

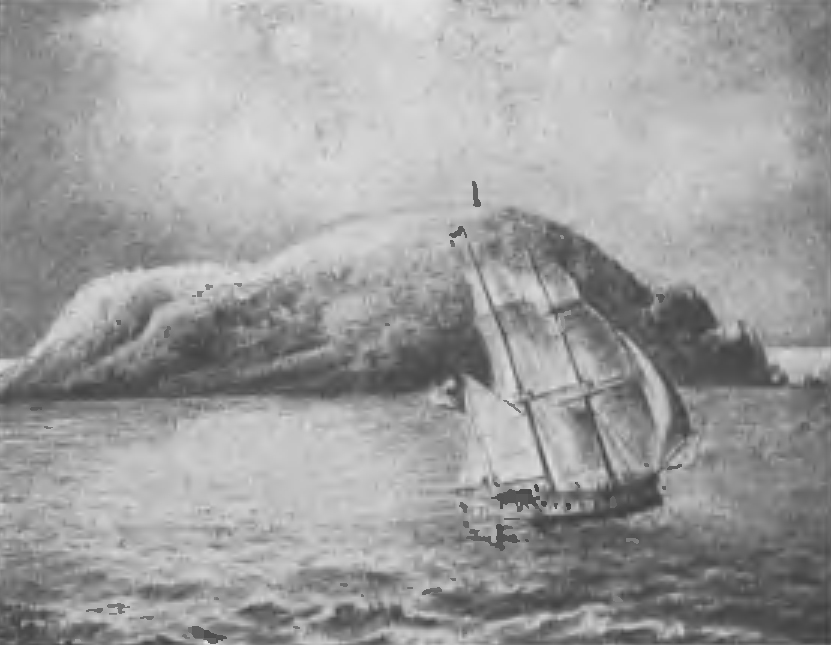
Бриг «Феникс»
(рисунок из «Записок Деменкова»)

6 октября 1809 года Зенков на Кронштадтской верфи заложил 22-пушечный 18-вёсельный бриг «Феникс», который спустил на воду 12 июля 1811 года, после чего производил его достройку. Бриг участвовал в Отечественной войне 1812 года и войне с Францией 1813—1814 годов. С 1813 года Зенков служил в Свеаборге, произвёл починку более ста различных судов, в том числе килевание 74-пушечного корабля «Принц Густав». В 1818 году на Свеаборгской верфи заложил 16-пушечный бриг «Ахиллес», который спустил на воду 31 августа 1819 года. Бриг участвовал в войне с Турцией 1828—1829 годов. В 1819 году Зенков был награждён орденом Святого Владимира 4 степени. В 1820 году был пожалован в 7 класс.
В 1821 году был произведён в чин надворного советника.
14 декабря 1826 года Указом Императора Николая I был образован Корпус корабельных инженеров. 22 декабря 1826 года чин Зенкова был переименован в чин подполковника нового корпуса. В 1827 году тимберовал 84-пушечный линейный корабль «Кронштадт». 22 февраля 1828 года за отличие по службе был произведён в полковники. В этом же году построил 2-пушечную канонерскую лодку, 14-пушечную шхуну «Радуга» и 20-пушечный бриг «Феникс», которые спустил на воду в один день — 16 августа 1828 года. Тимберовал 84-пушечный корабль «Фершампенуаз». Был награждён бриллиантовым перстнем за сочинение «Прибавление об искусстве делания мачт-макерских вещей». В 1829 году награждён орденом Святой Анны 2 степени.
В 1832 году переделал корабль «Александр Невский» во фрегат, на корабле был снят верхний дек, а весь рангоут полностью заменен. В 1833 году тимберовал фрегаты «Ольга» и «Мария». 22 апреля 1834 года за отличие по службе был произведён в генерал-майоры Корпуса корабельных инженеров. В 1835 году перетимберовал корабль «Великий Князь Михаил», бриги «Усердие» и «Охта», а также построил 14-пушечное лоцманское судно «Тритон», которое спустил на воду в марте 1835 года.
Скончался 14 июня 1836 года в Кронштадте. Похоронен в Кронштадтском некрополе.

## Семья
Алексей Васильевич Зенков был женат на Нине Васильевне (1779 — 10 декабря 1847). В семье было два сына. Старший сын — Пётр (6 июля 1806 — 20 июня 1827) служил мичманом на линейном корабле «Святой Андрей» на Балтийском море. Трагически погиб — был задавлен лошадью. Младший сын Василий после окончания морского корпуса служил на кораблях Балтийского флота, был старшим адъютантом штаба главного командира Кронштадтского порта, кронштадтским кригскомиссаром, уволен от службы в чине подполковника для определения к статским делам.